# Guus Schilling
Gustav "Guus" Schilling (Amsterdam, 8 de febrer de 1876 - Ídem, 16 de gener de 1951) va ser un ciclista neerlandès, que fou professional entre 1898 i 1916. Es dedicà al ciclisme en pista, especialment en la velocitat. Aconseguí una medalla al Campionat del Món de 1901 darrere de Thorvald Ellegaard i Edmond Jacquelin.
Un cop retirat fou entrenador entre altres de Jan Derksen i Arie van Vliet.

## Palmarès
- 1901
  -  Campió dels Països Baixos de velocitat
- 1907
  -  Campió dels Països Baixos de velocitat
- 1910
  -  Campió dels Països Baixos de velocitat